# Aphis hiltoni
Aphis hiltoni är en insektsart. Aphis hiltoni ingår i släktet Aphis och familjen långrörsbladlöss. Inga underarter finns listade i Catalogue of Life.